# سفر يوحنا السري
أبوكريفون يوحنا أو كتاب يوحنا السريّ أو رؤيا يوحنا السريّة هو كتاب منحول شيثي غنوصي منسوب ليوحنا بن زبدي، وترجع كتابته إلى القرن الثاني الميلادي، وهو أحد النصوص التي تناولها إيرينيئوس في كتابه ضد الهرطقات، حيث ذكر أنه تألّف قبل عام 180 م، وقال عنه بأنه يدّعي أن يسوع ظهر لتلميذه يوحنا، وأعطاه المعرفة السرية، ونقل عن مؤلف السفر بأن ذلك حدث بعد أن "رجع يسوع إلى المكان الذي جاء منه".

## نبذة
كان العديد من مسيحيي القرن الثاني الميلادي، سواء الغنوصيين أو الأرثوذكس، يأملون في تلقي اتصال سامي بشخص يسوع مثلما أعلن بولس الطرسوسي عن ذلك في رسالته الثانية إلى أهل كورنثوس، أو تلك التي اختبرها يوحنا في جزيرة بطمس والتي ألهمت لكتابة رؤيا يوحنا. وكما بدأت "أعمال الرسل" برواية ما حدث بعد صعود يسوع إلى السماء، فقد بدأت أبوكريفون يوحنا من نفس النقطة، ولكن برواية كيف ظهر المسيح ليوحنا.
بدأ سفر يوحنا السري بعبارة «تعاليم المُخلّص، وإعلان الأسرار والأشياء المخفية بالصمت، وحتى تلك الأشياء التي علّمها ليوحنا بن زبدي»، ليُحدّد بذلك هوية المؤلف على أنه يوحنا شقيق يعقوب بن زبدي. أما ما تبقى من الكتاب، فهو رؤية للعوالم الروحية وما يسبق تاريخ الروحانية الإنسانية.
هناك أربع مخطوطات مختلفة باقية من سفر يوحنا السري. تم شراء واحدة منها في مصر عام 1896م (مخطوطة برلين)، بينما تم العثور على الثلاث مخطوطات الأخرى ضمن مخطوطات نجع حمادي المُكتشفة عام 1945م، وتعود جميعها إلى القرن الرابع الميلادي، وهي ترجمات قبطية عن أصل يوناني. تختلف ثلاث منها في الأسلوب، بينما يتشابه اثنتان منهم بدرجة كبيرة تكفي لاحتمال كونهما منسوختان من مصدر واحد.

## وصلات خارجية
- Early Christian Writings: Apocryphon of John
- list of heavenly beings in the Secret Book of John